# Vikkerhoek
Vikkerhoek is een woonbuurt in de gemeente Hengelo in de Nederlandse provincie Overijssel. Het is de buurt met de minste inwoners in de wijk Wilderinkshoek. De buurt telt slechts 852 inwoners. Qua oppervlakte (56 hectare) is het gebied net iets groter dan Tuindorp Zuid.
Het gebied ligt ten noorden van het Twentekanaal en ten oosten van de A35. Markante punten in de buurt zijn sportpark Vikkerhoek en de jachthaven.